# La idea de un lago
La idea de un lago és una pel·lícula dramàtica argentina del 2017 escrita i dirigida per Milagros Mumenthaler. La cinta està inspirada en Pozo de aire, llibre de Guadalupe Gaonay que va tenir aquest nom com a títol alternatiu.
La idea de un lago compta amb un repartiment format per Rosario Blefari (Un mundo misterioso, Verano), Juan Barberini (Hija única, El Incendio), Carla Crespo (Roma, Tan de repente), Malena Moiron i Juan Greppi, entre d'altres.
La pel·lícula es va estrenar mundialment en la secció oficial de la 69º edició del Festival de Locarno.

## Argument
Inés és fotògrafa, té 35 anys, viu en un apartament de dos ambients i està esperant un fill. Fa uns mesos es va separar de la seva parella i si bé la criança del fill serà compartida, està travessant un difícil moment en la seva vida així que, a manera de teràpia, decideix reunir en un llibre poemes personals i fotografies. A mesura que va agrupant totes aquestes imatges, la jove explora el seu passat i reflexiona sobre la relació que tenia amb la seva mare i el seu germà, la desaparició del seu pare el 1977 durant la dictadura i la importància que va tenir per a ella la casa d'estiu que tenien en el sud.

## Repartiment
- Carla Crespo: Inés.
- Rosario Bléfari: la mare d'Inés.
- Juan Bautista Greppi: Tomas.
- Malena Moiron: Inés.

## Premis i nominacions

### Participació en festivals de cinema
| Festival                                    | Data d'esdeveniment     | Categoria                           | Premi    | Ref   |
| ------------------------------------------- | ----------------------- | ----------------------------------- | -------- | ----- |
| Festival Internacional de Cinema de Locarno | 3 al 13 d'agost de 2016 | Leopard d'Or a la millor pel·lícula | Nominada | [ 4 ] |

### Premis Sud
Aquests premis seran lliurats per l'Acadèmia de les Arts i Ciències Cinematogràfiques de l'Argentina al març de 2018.
| Any  | Categoria           | Candidat             | Resultat |
| ---- | ------------------- | -------------------- | -------- |
| 2017 | Millor guió adaptat | Milagros Mumenthaler | Pendent  |

## Crítica
- "Sense por de mirar a la càmera (és part del joc), sense por a ser massa literal, la pel·lícula reflexiona sobre un trauma (la repressió militar) des de la poesia. (…) Puntuació: ★★★★ (sobre 5)"[6]
- "Una pel·lícula fascinant i de múltiples implicacions emotives. (...) l'enorme sensibilitat i capacitat per al detall i l'observació precisa de Mumenthaler converteixen a 'La idea d'un llac' en una experiència profunda i duradora."[7]
- "El film no té la pàtina ni el vernís de la nostàlgia, com tampoc és un film testimonial en sentit polític. El que testimonia és el dolor i les ferides obertes."[8]